# Рабинович-Барав, Исраэль
Исраэль Рабинович-Барав (2 октября 1907, Карапчов — 10 июля 1979, Тель-Авив) — израильский шахматист, организатор.
Рабинович иммигрировал в подмандатную Палестину в 1921 году. В дальнейшем обучался в Гимназии «Герцлия». 
Перед переездом в Германию он уже сыграл матчи с Чургином и Нахумом Лабунски, его кузеном, одним из основателей шахматной федерации в подмандатной Палестине в 1930-х года. С 1926 по 1933 обучался в Германии.

## Спортивные результаты
| Год       | Город     | Соревнование                     | + | − | = | Результат | Место |
| --------- | --------- | -------------------------------- | - | - | - | --------- | ----- |
| 1929      | Берлин    |                                  | 5 | 2 | 4 | 7 из 11   | 2—3   |
| 1931      | Берлин    |                                  |   |   |   |           |       |
| 1931/1932 |           |                                  | 5 | 1 | 1 | 5½ из 7   | 1     |
| 1945      | Тель-Авив | Чемпионат подмандатной Палестины | 5 | 2 | 6 | 8 из 13   | 3     |
|           |           |                                  |   |   |   |           |       |

## Семья
- Сын — Ами